# Hubbardston
Hubbardston es una villa ubicada en el condado de Ionia y condado de Clinton en el estado estadounidense de Míchigan. En el Censo de 2010 tenía una población de 395 habitantes y una densidad poblacional de 94,32 personas por km².

## Geografía
Hubbardston se encuentra ubicada en las coordenadas 43°5′40″N 84°50′34″O / 43.09444, -84.84278. Según la Oficina del Censo de los Estados Unidos, Hubbardston tiene una superficie total de 4.19 km², de la cual 3.99 km² corresponden a tierra firme y (4.64%) 0.19 km² es agua.

## Demografía
Según el censo de 2010, había 395 personas residiendo en Hubbardston. La densidad de población era de 94,32 hab./km². De los 395 habitantes, Hubbardston estaba compuesto por el 97.22% blancos, el 0.25% eran afroamericanos, el 0% eran amerindios, el 0.25% eran asiáticos, el 0% eran isleños del Pacífico, el 1.52% eran de otras razas y el 0.76% pertenecían a dos o más razas. Del total de la población el 4.3% eran hispanos o latinos de cualquier raza.